# 小行星3617
小行星3617（3617 Eicher）是一颗绕太阳运转的小行星，为主小行星带小行星。该小行星于1984年6月2日发现。

## 轨道参数
小行星3617的轨道半长轴为2.6262757 UA，离心率为0.112。